# 우라타 노부히사
우라타 노부히사(일본어: 浦田 延尚, 1989년 9월 13일 ~ )는 일본의 축구 선수이다. 현재 일본 풋볼 리그의 레인미어 아오모리에서 뛰고 있다.

## 구단 경력
그는 2008년부터 2021년까지 J리그의 요코하마 F. 마리노스, 사간 도스, 에히메 FC, 마쓰모토 야마가 FC에서 활동하였다.